# Truyện tranh Hồng Kông
Truyện tranh Hồng Kông, tức mạn họa Hồng Kông hay manhua Hồng Kông (chữ Hán: 港漫), là dòng truyện tranh có nguồn gốc sản xuất tại Hồng Kông.

## Lịch sử
Tôn Dật Tiên thành lập nước Trung Hoa Dân Quốc vào năm 1911 đã dùng mạn họa của Hồng Kông để tuyên truyền chống nhà Thanh.
Sự gia tăng người nhập cư Trung Quốc đã biến Hồng Kông thành thị trường mạn họa chính, đặc biệt là với thế hệ baby boom của trẻ em. Sự hiện diện của truyện tranh Nhật Bản và Đài Loan đã thách thức ngành công nghiệp địa phương.
Từ những năm 1950, thị trường mạn họa của Hồng Kông được tách biệt với Trung Quốc đại lục. Việc chuyển giao chủ quyền của Hồng Kông trở về với Trung Quốc vào năm 1997 có thể biểu hiện cho một sự thống nhất của cả hai thị trường. Tuỳ thuộc vào cách mà tài liệu văn hoá được xử lý như thế nào, đặc biệt là thông qua tự kiểm duyệt, một lượng khán giả lớn hơn nhiều ở đại lục có thể có lợi cho cả hai thị trường.